# Macropanax dispermus
Macropanax dispermus är en araliaväxtart som först beskrevs av Carl Ludwig Blume, och fick sitt nu gällande namn av Carl Ernst Otto Kuntze. Macropanax dispermus ingår i släktet Macropanax och familjen Araliaceae. Inga underarter finns listade.